# Vasilisc

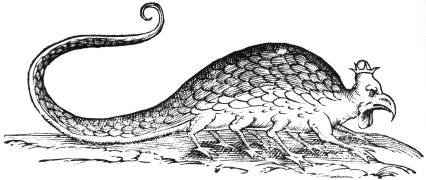
Desen al unui vasilisc, din Monstrorum historia de Ulisse Aldrovandi, 1642

Vasiliscul (numit și bazilisc, din limba greacă Βασιλίσκος = animal regal) este o reptilă fabuloasă care, în legendele europene, inclusiv în mitologia românească, este reprezentată de obicei ca o combinație de șarpe și cocoș, având puterea de a ucide prin privire sau prin otrava răsuflării.

## Descriere
Împărat al târâtoarelor (basiliskos = mic rege), vasiliscul era înfățișat ca o reptilă ce nu se târa precum șerpii, ci înainta cu capul în sus. Purta coroană și provoca moartea atât prin privire, cât și prin respirație. Plinius cel Bătrân susținea că trăia într-un deșert, fiindcă totul în jur era otrăvit. Modelul acestui monstru cu privire ucigașă e posibil să fi fost ori vipera cu coarne din Egipt (cornițele par de la distanță zimții unei coroane), ori zeița-cobră Uraeus, care personifica ochiul arzător al lui Ra, și împodobea fruntea faraonilor căci conținea esența proprietăților Soarelui, fertilizant și în același timp capabil să usuce și să ardă.
Faptul că ucidea cu privirea pe oricine se apropia, fără să-l bage de seamă și fără să-l privească el cel dintâi, l-a făcut să simbolizeze puterea regala care îi fulgera pe cei ce nu-i acordă respectul cuvenit, dar și, în sens mai larg, primejdiile mortale ce pândesc existența umană dacă nu sunt „zărite” din vreme. Vasiliscul nu putea fi ucis decât punându-i-se în față o oglindă în care să-și reflecte privirea.
Cu timpul, monstrul și-a adăugat noi elemente fabuloase: se năștea în zodia câinelui dintr-un ou de cocoș bătrân de șapte sau paisprezece ani, ou perfect rotund și acoperit cu o piele aspră, ascuns în bălegar și clocit 40 de zile de o broască râioasă. În 1474, la Basel, a fost ars pe rug un cocoș vrăjitor acuzat de a fi ouat vasilisci.
Datorită nașterii, a luat înfățișarea unui cocoș cu coadă de dragon sau a unui șarpe cu aripi de cocoș; în ambele cazuri purta coroană. Apoi a devenit un cocoș galben încoronat, cu două perechi de picioare, aripi mari și coadă de șarpe.

## Presupuse apariții istorice
În 1212, la Viena, un brutar a fost acuzat că a cobit apariția unui vasilisc într-o fântână; pe fundul ei se zărea ceva strălucind, miasme insuportabile se ridicau la suprafață. Ucenicul, coborât în fântână și cu greu readus, a mărturisit că a văzut un monstru teribil jumătate cocoș, jumătate șarpe, cu ochi și piele strălucitoare. Un erudit aflat în apropiere a recomandat folosirea oglinzii și monstrul și-a dat sufletul îndată ce și-a zărit propriul chip. Gravura înfățișându-l pe acest vasilisc s-a bucurat de mare succes. El avea acum cap de cocoș și coroană, patru picioare și trup solzos de șarpe.
În Europa medievală se credea că nașterea unui vasilisc se produce sub Steaua Câinelui (Sirius): dintr-un ou sferic înfășurat în piele aspră în loc de găoace, ouat de un cocoș și clocit de o broască țestoasă, apare încoronat. O lespede din Viena poartă săpată o imagine deasupra acestei inscripții: „Anul 1212, Frederic al II-lea, Împărat Roman a fost ales la domnie. În timpul împărăției lui s-a născut un vasilisc dintr-un cocoș, în această casă. El semăna cu chipul tăiat în piatră mai sus”. În imagine este reprezentată o creatură monstruoasă, cu trup solzos de șarpe, cu cap de cocoș, coroană pe creastă și cu 4 picioare.

## Vasiliscul în alchimie și literatură
În alchimie, vasiliscul simboliza focul devastator, preludiu al transmutației metalelor.
Vasiliscul este subiectul unor opere literare românești, precum poezia Vasiliscul și Aspida de Șerban Foarță și Andrei Ujică (aceasta a inspirat și piesa omonimă a trupei Phoenix). Aceasta este inspirată de o faimoasă carte medievală tradusă în limba română din grecește, intitulată Fiziologul, de fapt un bestiar de tip medieval, în care erau incluse si tot felul de ființe fantastice. În această poezie vasiliscul semnifică prefigurarea ispitei care marcheaza hotarul dintre inocența copilăriei și deschiderea erotică a Adolescenței. Organizată sub formă de triptic, poezia se prezintă cititorilor pe un fundal de descântec pentru a vindeca dragostea care ucide: 
„{{{1}}}”
fiindcă obrazele albe, adică inocente, sunt tentate să cadă sub puterea sa malefică: 
„{{{1}}}”